# Новоилецк
Новоилецк — село в Соль-Илецком районе Оренбургской области России, недалеко от границы с Казахстаном. Бывший административный центр Новоилецкого сельсовета.

## География
Расположено на правом берегу реки Илека. Расстояние до райцентра Соль-Илецка по трассе составляет 68 км, по прямой — 57 км.

## История
Основано уральскими, донскими и оренбургскими казаками в 1811 году. Название селу дано в связи с его месторасположением на новом русле Илека — «Новом Илеке».
29 августа 1810 года Государственный совет утвердил проект об обустройстве новой солевозной дороги из Илецкой защиты в Самару через крепости Илек и Рассыпная, для охраны которой от грабежей, необходимо создать Новоилецкую линию. 19 апреля 1811 года губернатор Г. С. Волконский уведомил Военного министра Барклая-де-Толли о распоряжении о наряде для обережения Новоилецкой линии. 23 сентября Волконский предписал генерал-майору Гертценбергу осмотреть, в каком положении находятся расположенные по Новоилецкой линии войска, имеют какое пристанище. Гертценберг донёс: «… от Илецкой защиты в 30-ти верстах Изобильный, далее от него в 27-ми верстах Новоилецкий, ещё далее в 27-ми верстах Озёрный, … . При всех форпостах вроде укрепления сделаны рвы с насыпью а для иррегулярных войск построены из хвороста сараи, покрытые корою, как и конюшни для лошадей. И всё это на первый случай довольно изрядно, Для зимнего времени при всяком форпосте устроено по двенадцать землянок в надлежащем порядке…»

## Население
| 2010 |
| ---- |
| 862  |